# Рутений
Рутений е химичен елемент със символ Ru и атомен номер 44 в периодичната система на елементите. Рядък преходен метал от групата на платината, рутеният се намира най-често в рудата на платината и се използва за катализатор в някои платинени сплави.

## История
Открит е от Карл Клаус в Казанския университет през 1844 г., който публикува голяма статия за новия елемент през същата година, озаглавена „Химични изследвания на остатъци от уралска платинена руда и метала рутений“ в Научни записки на Казанския университет. Клаус съобщава за откритието, метода на получаване и свойствата на новия елемент в писмо до Г. И. Хес на немски език. Хес прочита писмото на заседание на Санктпетербургската академия на науките на 13 септември 1844 г., а текстът е публикуван в бюлетина на Академията и в руски превод в „Минно списание“. Клаус изолира рутения от уралска платинена руда в чист вид и посочва сходството между триадите рутений – родий – паладий и осмий – иридий – платина.